# Fontana della Gazzella
La fontana della Gazzella, originariamente denominata Sorgente di Vita e nota anche come fontana della Gazzella e della Bellezza, è stata una fontana artistica di Tripoli, realizzata dallo scultore italiano Angiolo Vannetti nel 1932 e scomparsa nel 2014.

## Storia
Nell'ambito del progetto di rimodernamento di Tripoli negli anni 1930 ad opera delle autorità coloniali italiane, lo scultore Angiolo Vannetti realizzò diverse sculture, tra cui quella per adornare la fontana della Gazzella, che furono inaugurate dall'allora Governatore della Tripolitania Pietro Badoglio. La fontana, contrariamente ad altre opere del periodo coloniale italiano, non fu danneggiata dopo il colpo di Stato del 1969 di Muʿammar Gheddafi. Un modello in bronzo della scultura, denominato Le due gazzelle, è custodito presso il Museo civico Giovanni Fattori di Livorno.

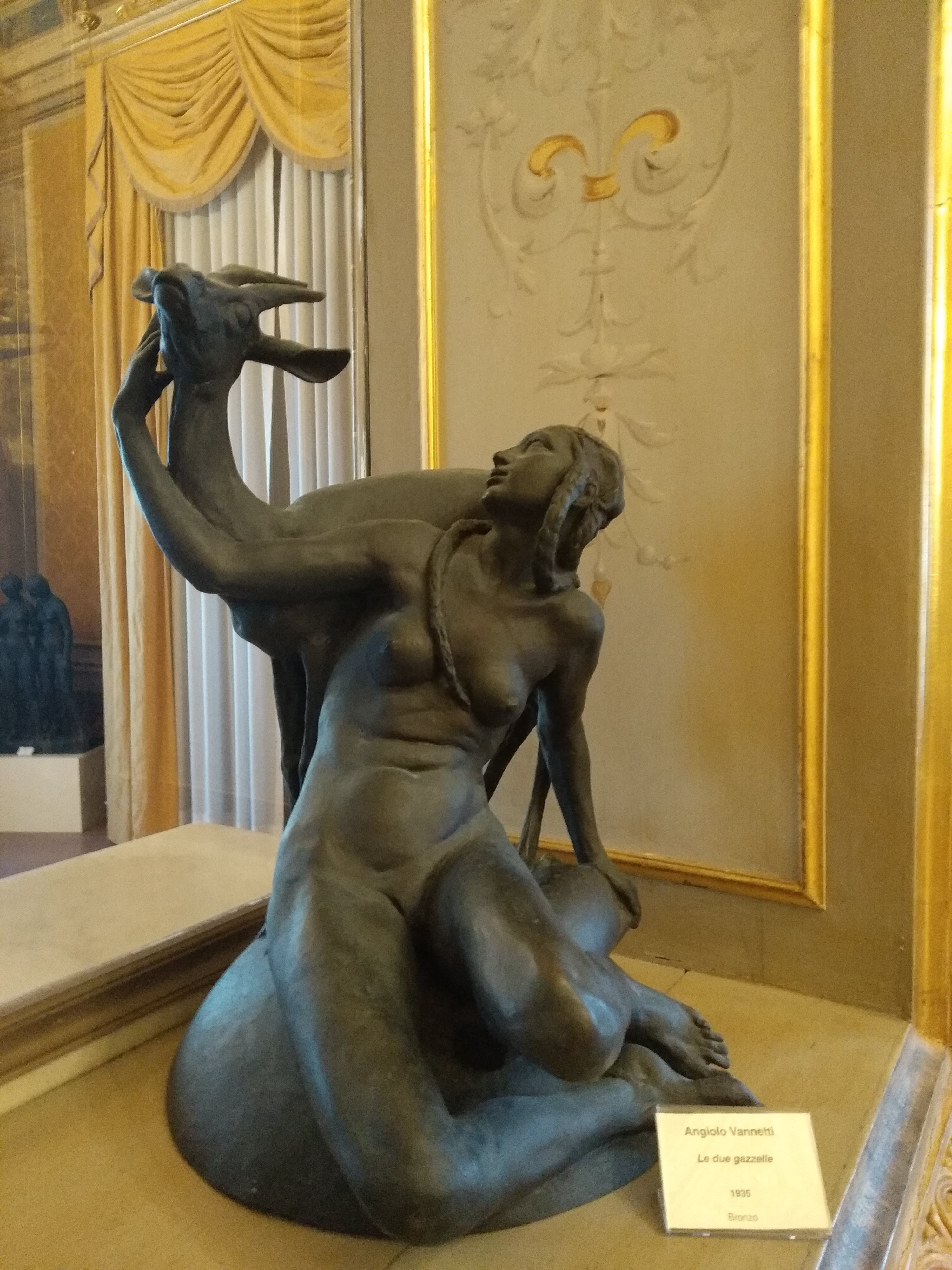
Il modello Le due gazzelle esposto al Museo civico Giovanni Fattori di Livorno.

Dopo lo scoppio della prima guerra civile libica nel 2011 la statua fu al centro di numerose polemiche da parte degli integralisti islamici, che tentarono di coprirne la nudità avvolgendola con degli stracci; per questa ragione si decise di aumentare l'intensità dello zampillio dell'acqua per nasconderne le forme. La statua è stata colpita e danneggiata da un missile nell'agosto 2014, che ha bucato la pancia della donna. Successivamente è stata rimossa nella notte tra il 2 e il 3 novembre 2014; la rimozione della statua ha destato preoccupazione tra i cultori dell'arte, venendo accostata alla distruzione dei Buddha di Bamiyan, sebbene il sindaco della città Mahdi al-Harati abbia sostenuto che la statua sia stata rimossa per procedere al suo restauro.

## Descrizione

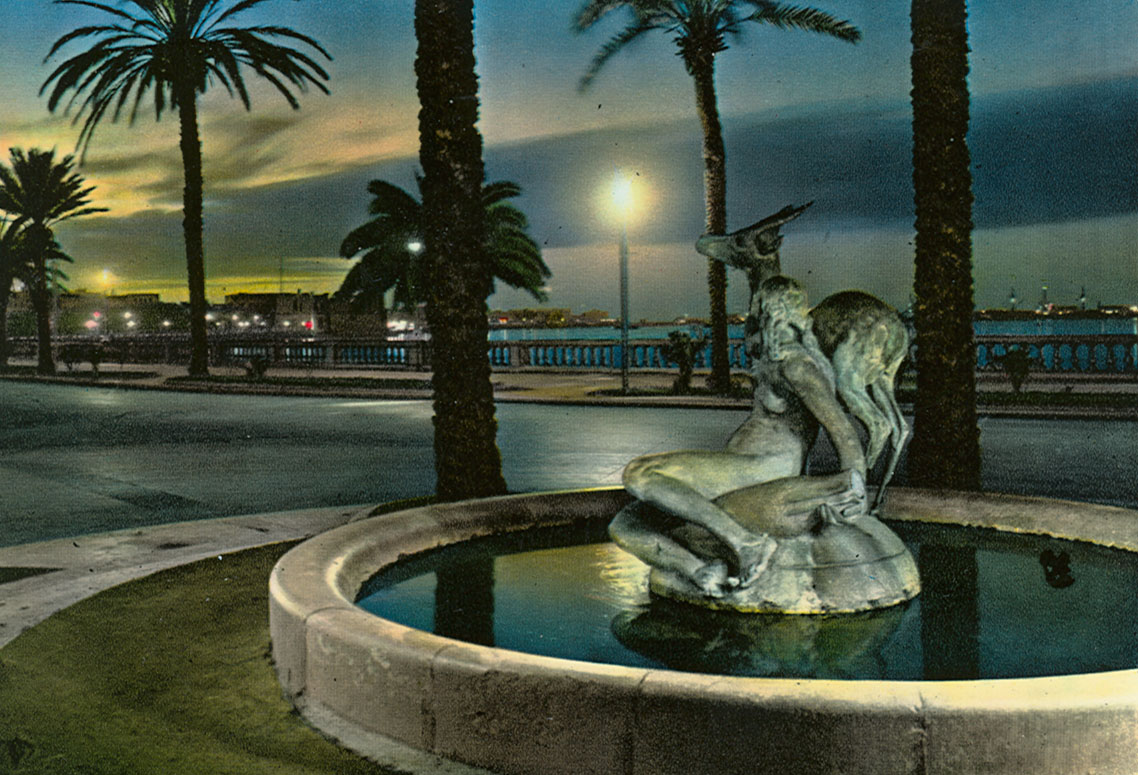
La fontana vista di spalle in una guida turistica di Tripoli del 1977.

La fontana era costituita da una vasca circolare, decorata con tessere a mosaico blu, al centro del quale era posto in posizione rialzata il gruppo scultoreo bronzeo raffigurante una giovane donna nuda seduta con alle spalle una gazzella e in mano una brocca d'acqua poggiata sul basamento; obiettivo della rappresentazione era evidenziale la natura esotica e selvaggia della colonia. La scelta di una donna sarebbe infatti un omaggio al soprannome di Tripoli, definita "la sposa del mare" (in arabo عروسة البحر‎?, ʿArūsat al-Baḥr), ragion per cui la statua è stata talvolta confusa con la rappresentazione di una sirena.